# 阿布奎基小劇院
阿布奎基小劇院（英語：Albuquerque Little Theatre，簡稱ALT）是位於新墨西哥州阿布奎基的一座劇院。由《新墨西哥州論壇報》的記者兼社團編輯艾琳·費捨爾帶領一群具有公德心的公民於1930年建立。費捨爾此前參加了一位名爲凱瑟琳·肯尼迪·奧康納的職業演員的講演，她於1927年因健康原因搬至新墨西哥州居住，因此產生了建立一座劇院的想法。費捨爾領導籌集1,000美元用於劇院經營預算的活動。而奧康納則被聘請為該劇院的院長。阿布奎基小劇院在建立之初前六年一直位於阿布奎基市中心的KiMo 劇院。
該劇院於1931年舉辦了首演季，演出作品包括埃德溫·J·伯克的《此物稱爲愛情》、格雷戈里奥·马丁内斯·塞拉的《搖籃曲》，約翰·科爾頓的《雨》。首演季當中知名的演員包括以驚悚片而著稱的劇作家梅爾·迪内利，以及後來出演《我爱露茜》的明星维维安·万斯。1932年，該劇院分階段開展慈善活動《對瑪麗·杜根的審訊》，為萬斯籌集在紐約上學的學費，幫助她在百老匯劇院上成就自己的事業。在1936年，ALT搬到了位於聖帕斯夸爾.SW224號的現址，即阿布奎基歷史悠久的老城區的南部地帶。初始建築由美國西南部知名建築師约翰·高·梅姆設計。是阿布奎基市第一座由時任美國總統富兰克林·德拉诺·罗斯福實行的政策罗斯福新政的一部分的公共事业振兴署興建的建築。
奧康納作爲ALT院長於1961年正式退休，後來董事會任命伯納德·托馬斯接替她擔任ALT的全職院長，直至1980年。在此期間，他主演了多個ALT的劇目，包括但不限於《八月月亮之下的茶館》、《他和她》，并與瑞巴·托馬斯結婚。後者在阿布奎基當地的一個電視頻道上主持每天的日間電影節目，還曾經出演了名爲《粗魯的人》的電影。在其丈夫擔任劇院院長兼導演的這段時間内，她給阿布奎基觀衆帶來了許多流行喜劇、電視劇，以及一些諸如大衛·馬登《卡桑德拉歌唱》的世界巡迴首演的不常見的作品。
1980年，伯納德·托馬斯在劇院50周年紀念演季後正式從ALT退休。由其技術總監邁克爾·邁爾斯接替他全職院長的職位。直至1986年職位被桑迪·布雷迪取代，此後卡羅爾·弗萊明於1988年被任命爲劇團總經理，她在ALT工作直至1996年。
1997年3月，拉里·D·帕克被任命爲ALT的新任执行董事，并繼續參與高質量的戲劇的製作，直至2005-06季度。
目前ALT的執行院長為亨利·艾利，他於2008年春季擔任此職位至今。

## 外部鏈接
- 官方网站

35°5′28.2″N 106°40′8.3″W / 35.091167°N 106.668972°W